# Julio Maglione
 (novembre 2023).
Si vous disposez d'ouvrages ou d'articles de référence ou si vous connaissez des sites web de qualité traitant du thème abordé ici, merci de compléter l'article en donnant les références utiles à sa vérifiabilité et en les liant à la section « Notes et références ».
Julio César Maglione (né le 14 novembre 1935 à Montevideo) est un dirigeant sportif uruguayen. 
Champion de natation, il est président de la FINA de 2009 à 2021. Il est membre du Comité international olympique (CIO) de 1996 à 2016 puis membre honoraire.